# Girolamo Faba
Girolamo Faba, auch Hieronymus genannt (tätig um die Mitte des 16. Jahrhunderts) war ein italienischer Priester, der für seine Miniaturschnitzereien berühmt wurde und aus  Cænifium in Kalabrien stammte.

## Leben
Faba war Priester in Kalabrien. Er schuf unter anderem eine Passion Christi und einen Wagen mit Insassen in Miniaturschnitzerei, die in der Allgemeinen Theaterzeitung beschrieben wurde als „Die Carrosse des Calabresen Girolamo Faba, welche mit zwei Pferden, dem Kutscher und zwei Personen im Innern, nicht größer als ein Gerstenkorn ist.“ Eine Beschreibung im Allgemeinen Künstlerlexikon von Johann Rudolf Füssli, der Faba als Hieronymus bezeichnet, gibt hingegen an: „Eine Carrosse von Holz in der Größe eines Weizenkorns; bey derselben sind ein Mann und eine Frau, der Kutscher samt zwei Ochsen.“
Er arbeitete in Haselnussschalen und mit Buchsbaumholz. Werke im Dresdner Grünen Gewölbe wurden mit Fabas Arbeiten verglichen. Eugen von Philippovich geht davon aus, dass Faba auch unter dem Namen Faber bekannt war, und ordnet ihm Schnitzereien in Obstkernen zu. Neben der Schnitzerei betätigte sich Faba auch als Schuster, Schneider, Maler und Kupferstecher. Seine kleinen Kunstwerke wurden dem spanischen König Philipp II., Kaiser Kral V., dem französischen König Franz I. und „einigen anderen Potentaten, als rechte Wunder-Stücke eingelieffert.“